# Stuart Hall

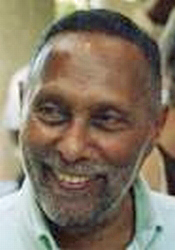
Stuart Hall

Stuart McPhail Hall (Kingston, 3 februari 1932 – Londen, 10 februari 2014) was een cultuurtheoreticus en socioloog, geboren op Jamaica, die vanaf 1951 woonde en werkte in het Verenigd Koninkrijk. Van 1995 tot 1997 was hij voorzitter van de British Sociological Association.
Hall schreef, vanuit zijn ervaringen als migrant, belangrijke werken over identiteit en migratie. Hij wordt soms de peetvader van het multiculturalisme genoemd. Omdat hij een van de eersten was die, in de jaren zeventig, identiteit en diversiteit nadrukkelijk op de agenda zette, genoot Hall veel aanzien onder studenten, activisten en kunstenaars uit de hele wereld.

## Biografie
Hall groeide op in Kingston (Jamaica) in een gezin uit de middenklasse, met wortels in Afrika, Engeland en India. Hij zat op het Jamaica College, een middelbare school waar het Britse schoolsysteem gehanteerd werd. Hij verdiepte zich, met behulp van zijn leraren, in T.S. Eliot, James Joyce, Freud en Lenin. Zijn vader, Herman, was de eerste niet-blanke in Jamaica die een belangrijke baan had (als hoofd boekhouding) van Chiquita Brands International. Jessie, zijn moeder, had witte voorouders en identificeerde zich vooral met de zeden en gewoontes van het verre Groot-Brittannië, zoals zij zich dit land voorstelde.
Uit zijn latere, beroepsmatige leven zou blijken, hoezeer het opgroeien in het koloniale Brits-West-Indië, waar hij een donkerder huidskleur had dan de rest van zijn familie, zijn kijk op de wereld heeft beïnvloed. Hijzelf noemde Jamaica een pigmentocratie, waarbij zelfs zijn eigen moeder hem verbood om zwarte vriendjes thuis uit te nodigen.
In 1951 vertrok hij met een studiebeurs naar de Universiteit van Oxford en behaalde daar zijn master in het Engels. Toen Hall in Engeland arriveerde, voelde het land vertrouwd en vreemd tegelijk. Hij kende de cultuur van binnenuit, maar voelde meteen dat hij er, als donkergekleurde, nooit deel van zou kunnen uitmaken.

## Loopbaan
Na de Tweede Wereldoorlog en de onafhankelijkheid van de koloniën kwam een stroom van immigranten naar Engeland op gang. Andere culturen in Engeland werden steeds meer zichtbaar in de media, de sport, de popcultuur en het straatleven. Hall signaleerde in eerste instantie bij de autochtone bevolking een houding van tolerantie, positieve discriminatie en acceptatie.
Na zijn studie werd hij politiek actief, met sympathieën voor het marxisme, maar kwam tot inkeer na de Russische invasie in Hongarije in 1956. Net als duizenden anderen verliet hij hierom de Communistische Partij van Groot-Brittannië. Hij zocht contact met geestverwanten en richtte in 1957 het tijdschrift The New Left Review op. Tot zijn dood zou hij een aanhanger van Nieuw Links blijven.
Tijdens de Campagne voor Nucleaire Ontwapening, ontmoette hij zijn latere vrouw, Catherine Barret. Zij trouwden in 1964 en kregen twee kinderen, Becky en Jess. In 1968 werd hij directeur van het Centre for Contemporary Cultural Studies van de Universiteit van Birmingham.
In de jaren 70 werd Groot-Brittannië bedreigd door een economische crisis, waardoor er – zoals eerder in het verleden – negatieve gevoelens jegens immigranten de kop op staken. In 1979 won Margaret Thatcher de verkiezingen. Zij voerde harde neoliberale maatregelen door. Hall voorzag, met de opkomst van het nieuwe conservatieve klimaat, een keerpunt in de Britse politieke geschiedenis. Hij muntte de term Thatcherisme, in een artikel in Marxism Today.
Naarmate de jaren vorderden uitte Hall zich steeds scherper jegens de oprukkende neoliberalisering en anti-immigratiebeweging. In samenwerking met andere academici en activisten schreef hij het boek Policing the crisis. Hierin trekt hij van leer tegen de onveiligheidsgevoelens die worden opgeroepen door overvloedige berichtgeving over criminaliteit, die veelal gepleegd zou zijn door migranten. Hall zag hierin vooral een politieke strategie, waarbij de elite probeert om de angst voor een economische crisis af te wentelen op de nieuwkomers. Deze publicatie is nog steeds invloedrijk onder criminologen en sociale wetenschappers.
Na zijn benoeming tot professor in de sociologie aan de Open University in 1979 publiceerde hij invloedrijke boeken over maatschappelijke vernieuwing en vraagstukken omtrent culturele identiteit.
Hall schreef mee aan boeken, essays en krantenartikelen die in verschillende talen verschenen zijn. Daarnaast hield hij politieke toespraken en nam deel aan vele radio- en televisieprogramma’s. Van 1997 tot 2000 had hij zitting in de Commission on the Future of Multi-Ethnic Britain.
Tot zijn verbazing merkte hij hoe fel de media reageerden op de constatering van deze commissie dat Engeland, op het gebied van racisme, verre van onschuldig was. Hij was ervan overtuigd dat het denken langs raciale lijnen diep in de samenleving verankerd was.
In 2008 ontving hij de Prinses Margriet Prijs van de Europese Culturele Stichting.

## Cultuurtheoreticus
Hall is vooral bekend als cultuurtheoreticus. Cultuur in de betekenis van de manier waarop mensen hun samenleving vorm geven: hoe zij denken, voelen en wat zij geloven. Cultuur gaat echter niet alleen om ideologische zaken, maar krijgt ook gestalte op materieel niveau. Cultuur(theorie) beschrijft de technieken die mensen ontwikkelen om met elkaar en hun omgeving om te gaan.
Hij publiceerde veelvuldig over beeldvorming. De globale media zijn verzadigd van beeld:iets wat er al was wordt door de media afgebeeld. De manier, waarop onderwerpen uit de actualiteit worden afgebeeld, geeft betekenis eraan. Vaak ontstaat er een kloof tussen het onderwerp en de weergave ervan in de media.
En zo, betoogde Hall, is het stereotiepe beeld van de donkere mens ontstaan. Als professor sociologie aan de Open University hield hij zich actief bezig met beeldvorming. Hij gaf honderden lezingen in Engeland en daarbuiten over dit onderwerp. Hij plaatste voortdurend kritische kanttekeningen bij het beeld dat de media van niet-blanken geven. Hij was ervan overtuigd dat media gebonden zijn aan de gevestigde macht. Zij bepalen wat er getoond wordt en vervolgens is de kijker/lezer ervan overtuigd dat dit de werkelijkheid is.

## Multiculturele samenleving
In Engeland genoot Hall faam als kenner van de multiculturele samenleving en populaire cultuur. In zijn laatste jaren was hij er getuige van hoe het multiculturalisme weer actueel werd. Onder dreiging van het terrorisme klonk de roep om een sterkere nationale identiteit. Tegelijkertijd merkte hij hoe bepaalde bevolkingsgroepen (opnieuw) geïsoleerd raakten. Hij beschreef het dilemma van de multiculturele samenleving: kan de oorspronkelijke bevolking vasthouden aan de eigen normen en waarden en zijn de nieuwe inwoners bereid zich aan te passen?
Hij sprak over golfbewegingen in de veelkleurige samenleving. Deze worden niet van overheidswege opgelegd, maar het zijn, volgens hem, vreedzame veranderingen in de maatschappij die voortdurend en automatisch plaatsvinden. Dat veranderde met de opkomst van het moslimfundamentalisme, zegt Hall. De islam werd aantrekkelijk als mogelijkheid voor identificatie. Hij zag de islamificatie als een politieke beweging, waarbij het koloniale verleden als (oneigenlijk) argument werd gebruikt.
Ook de Britten gingen weer op zoek naar de wortels van hun nationale identiteit. Hall betoogde dat mensen zich altijd blijven afvragen, wie ze zijn en wat hen verbindt. Aan welke rolmodellen ze zich kunnen spiegelen. Aan de ene kant deel uit te maken van een groter geheel, maar je toch te onderscheiden van anderen. Cultuur, zoals literatuur en muziek, biedt daartoe een mogelijkheid.
De globalisering bevordert ook de neergang van de natiestaat en cultuur. Hall beschreef deze zoektocht als een vorm van melancholie,  een vorm van rouw van wat er van het land verloren is gegaan.